# Мосселбай
Мосселбай (африк. Mosselbaai, англ. Mossel Bay, коса Mosselbayi) — курортный город в южной части Южно-Африканской Республики. Число жителей согласно переписи 2011 года составляло 59 031 человек. Город находится в районе Эден Западно-Капской провинции, в 400 километрах от Кейптауна.
Текущее название ему дал голландский мореплаватель Паулюс ван Каэрден в 1601 году. В 1852 году городок получил статус муниципалитета.

## Интересные факты
В августе 2010 года журнал Scientific American Magazine опубликовал статью профессора Кертиса Марина (Curtis W. Marean) об исследовании группы палеоантропологов в пещерах на южном побережье Африки, близ местечка Пиннакл-Пойнт, в 386 км к востоку от Кейптауна и примерно в 5 км к западу от Мосселбай.
Руководитель экспедиции К.Марин, помощник директора Института происхождения человека Университета штата Аризона, считает, что в окрестностях Мосселбай около 164 тысяч лет назад уцелела единственная популяция Homo sapiens раннего каменного века, сократившаяся до нескольких сот особей. Этот период пришёлся на середину оледенения, продолжавшегося, по данным учёного, от 195 000 до 123 000 лет назад и известного в Европе, как Рисс III. Оледенение впервые вызвало также использование огня. Хотя экспедиция опирается не только на данные археологии, но и на результаты генетических исследований, далеко не все учёные разделяют мнение об исключительной роли найденного поселения в истории человечества.

## Галерея

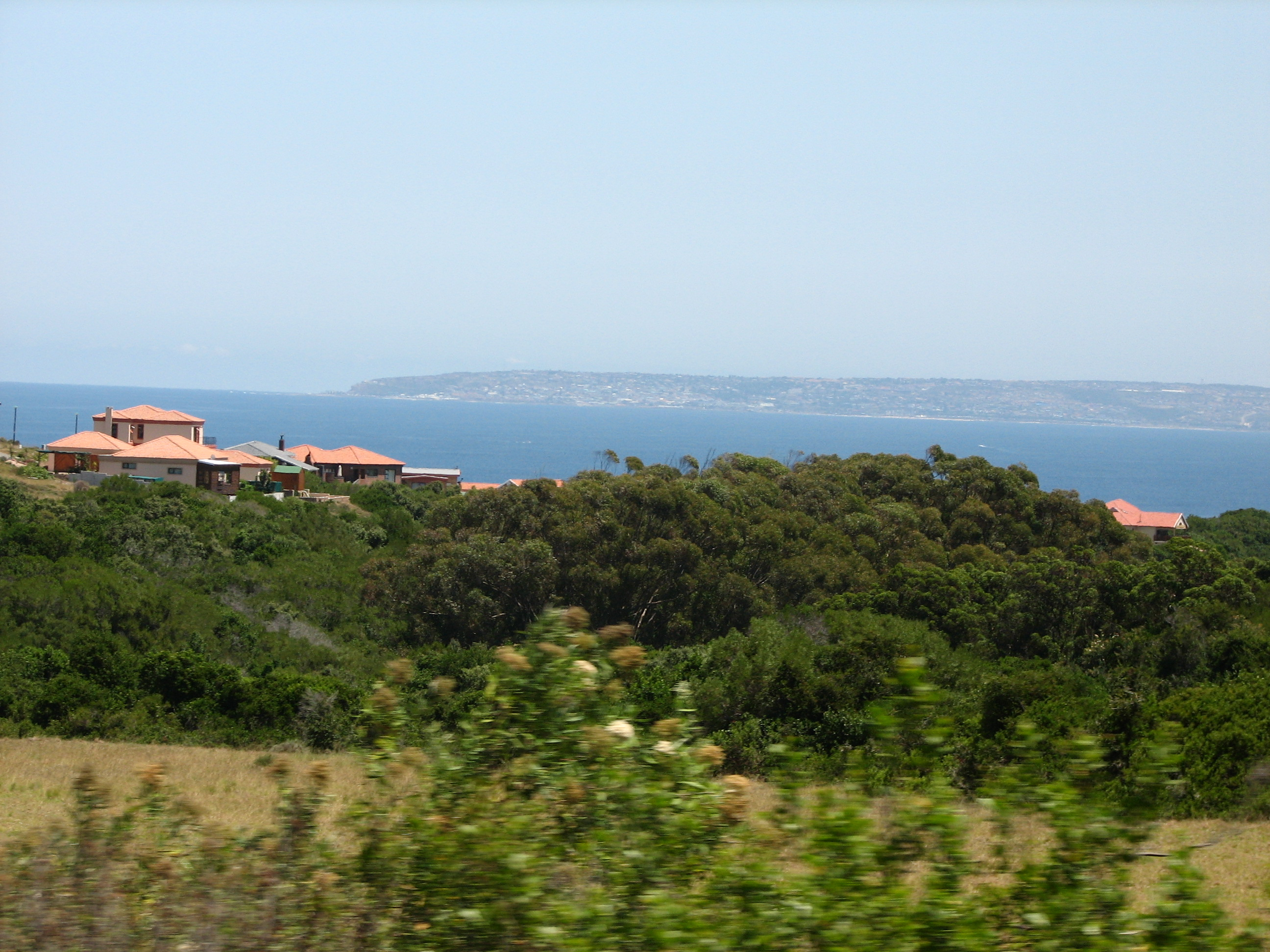
Вид на Мосселбай
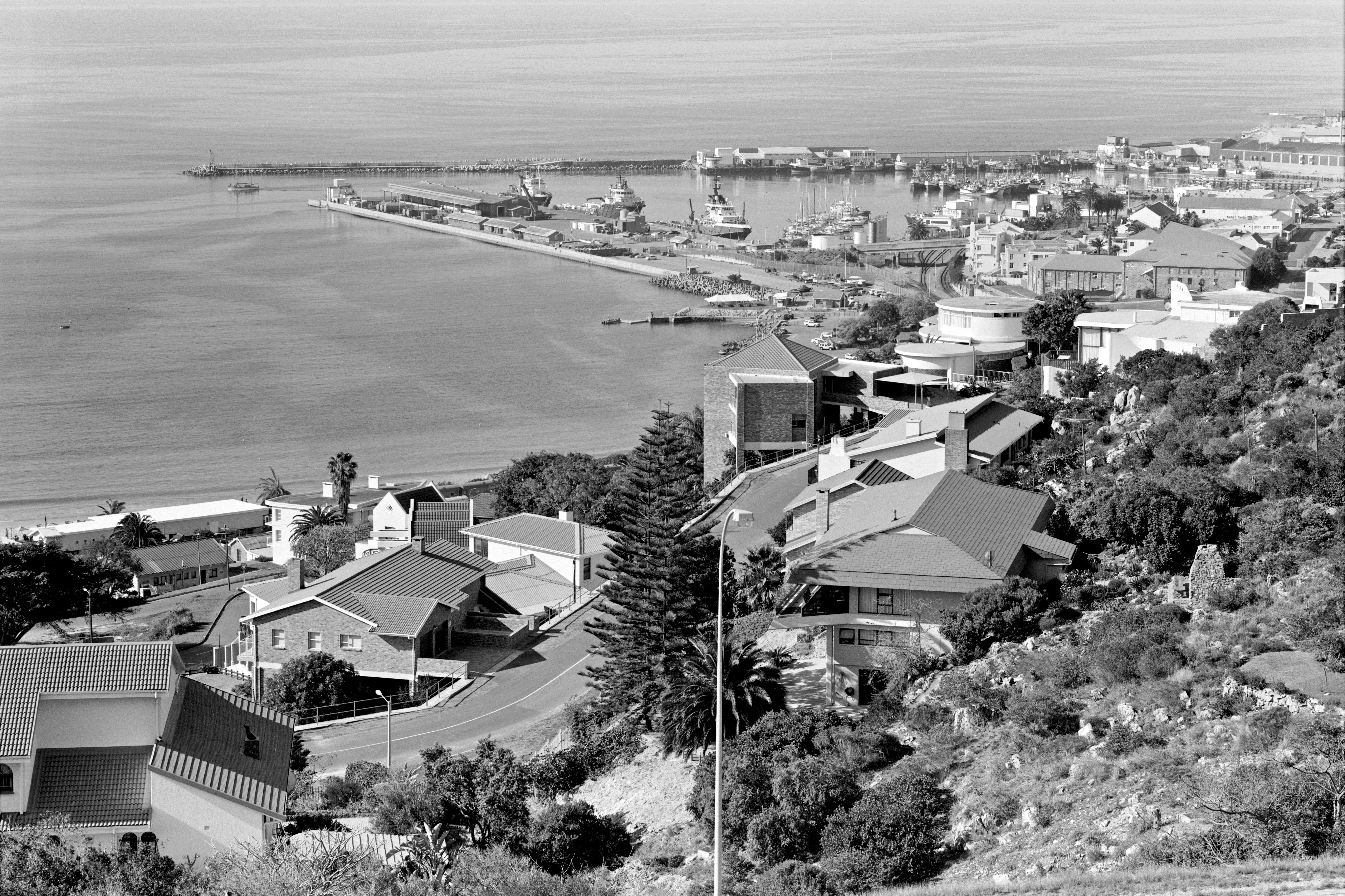
Вид сверху на Мосселбай
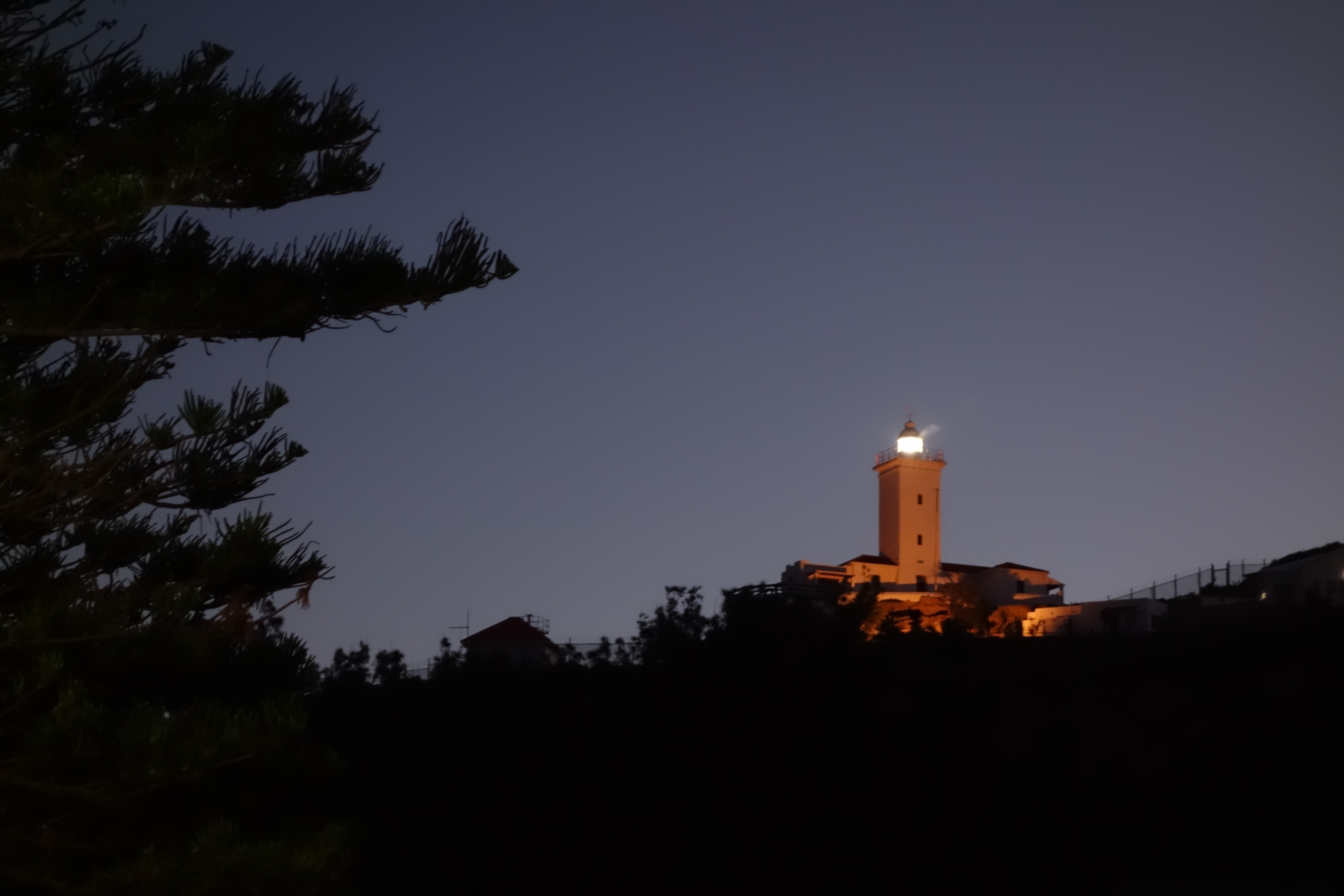
Маяк на мысе Сент-Блейз[англ.]